# Bayamo
Bayamo város Kuba délkeleti végében. Granma tartomány székhelye.
Bayamo volt a 2. város, amelyet a spanyolok itt alapítottak, 1513-ban.

## Látnivalók
- San Salvador katedrális
- C. M. Céspedes szülőháza
- Granma Tartományi Múzeum
- Calixto Garcia Iniguez háza

## Nevezetes szülöttei
- Carlos Manuel de Céspedes (1819–1874) szabadságharcos és a kubai nemzet alapítója ("a Haza Atyja")
- Perucho Figueredo (1818–1870) zeneszerző
- Tomás Estrada Palma (1832–1908) Kuba első elnöke
- Pablo Milanés (1943–2022) énekes, dalszerző
- Manuel del Socorro Rodríguez (1758–1819) újságíró
- Rolando Uríos (1971–) kubai-spanyol kézilabdázó

## Fordítás
- Ez a szócikk részben vagy egészben  a   Bayamo című spanyol Wikipédia-szócikk fordításán alapul.  Az eredeti cikk szerkesztőit annak laptörténete sorolja fel. Ez a jelzés csupán a megfogalmazás eredetét és a szerzői jogokat jelzi, nem szolgál a cikkben szereplő információk forrásmegjelöléseként.